# Apagón de Brasil y Paraguay de 2009
Un gran apagón eléctrico (blecaute en portugués, del inglés blackout) tuvo lugar durante la noche del martes 10 de noviembre al viernes 20 de noviembre de 2009, afectando aproximadamente un 40% del territorio brasileño, así como un 90% del paraguayo. Los estados brasileños afectados fueron los de Acre, Alagoas , Bahía, Espírito Santo, Goiás, Mato Grosso, Mato Grosso del Sur (Mato Grosso do Sul), Minas Gerais, Paraíba, Paraná, Pernambuco, Río de Janeiro, Río Grande del Norte (Rio Grande do Norte), Río Grande del Sur (Rio Grande do Sul), Rondonia (Rondônia), Santa Catarina, São Paulo y Sergipe.
El fenómeno duró en promedio una media hora (aunque mucho más en algunas ciudades y localidades), debido a un fallo aparentemente originado en Itaipú, la represa hidroeléctrica más grande del mundo.

## Sucesos
El principio del apagón ocurrió a las 22:14 en una subestación eléctrica de la central Represa de Itaipú, situada en la ciudad de Foz do Iguaçu, Paraná, debido a la disminución de una línea de transmisión por una tormenta.
Sesenta millones de personas en dieciocho estados brasileños y Paraguay sufrieron un apagón. Tres horas después del inicio, varios sitios siguen sin energía eléctrica. A las cinco de la mañana del 11 de noviembre de 2009 la situación finalmente se normalizó.
El Paraguay quedó sin energía por cerca de 30 minutos, a partir de las 21:13 (hora de Asunción).
El ministro de Minas y Energía, Edison Lobão, afirmó que el incidente, que afectó a 18 estados brasileños, ocurrió por causa de los rayos, vientos y lluvias que tuvieron lugar sobre la ciudad de Itaberá (en el estado de São Paulo), lo que habría provocado un corto circuito en las líneas de transmisión provenientes de la Represa Hidroeléctrica de Itaipú.
La mayoría de las ciudades brasileñas vieron su suministro eléctrico restablecido entre la 1:00 y las 2:00 de la madrugada del miércoles 11 de noviembre, cerca de 3 a 4 horas después del apagón, aunque haya ocurrido variación desde 10 minutos sin luz (en ciudades de los sureños estados de Río Grande del Sur y Santa Catarina) hasta más de 7 horas de oscuridad (en algunas localidades de São Paulo y de Río de Janeiro).
El presidente brasileño Luiz Inácio Lula da Silva comentó sobre lo ocurrido, diciendo que “no faltaron inversiones en el sistema eléctrico” y que “durante siete años su gobierno invirtió en líneas de transmisión el equivalente a un 30% de todo lo que fue hecho en 123 años en el país”.

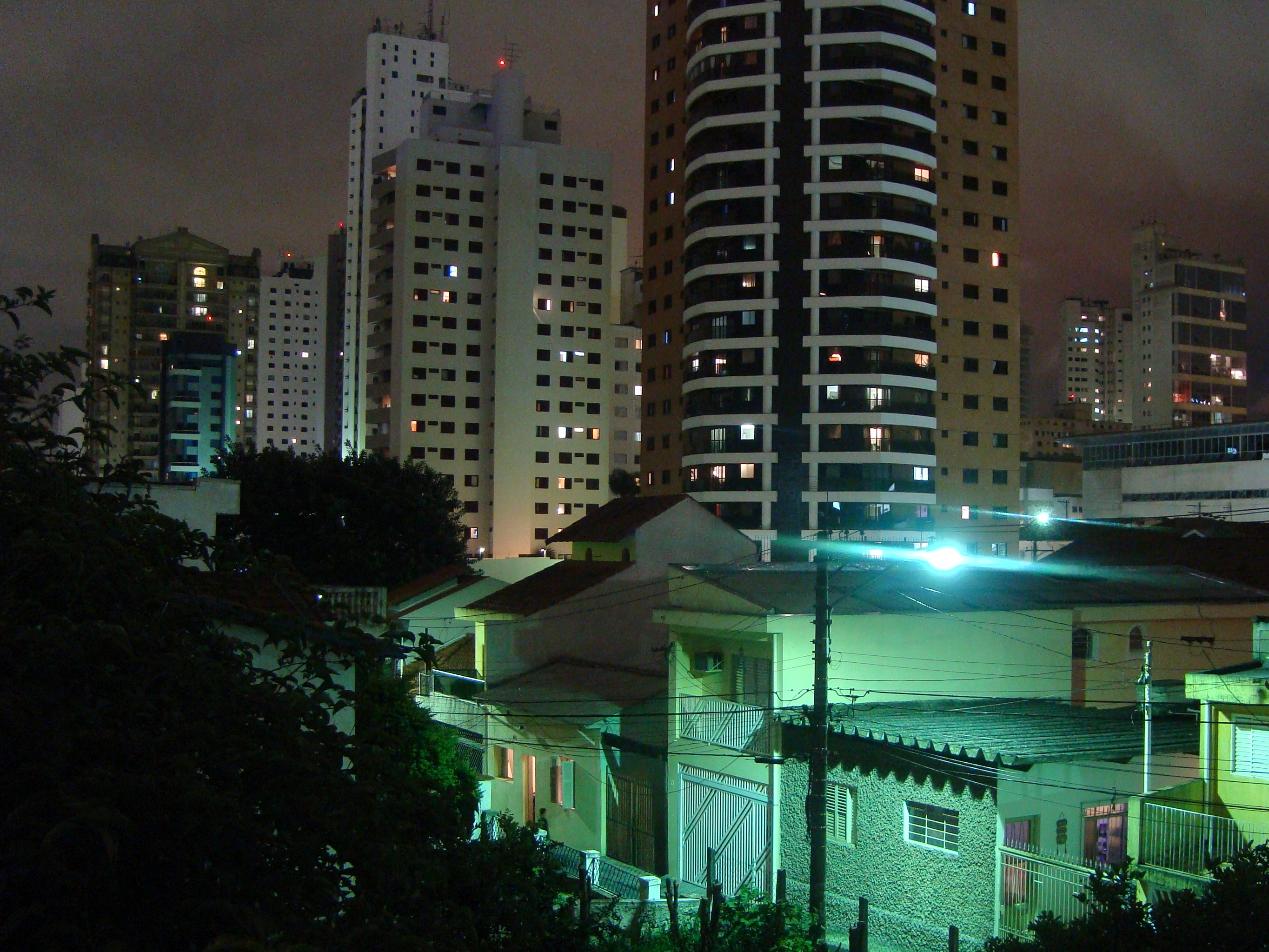
La localidad de Alto de Santana, una región de la ciudad de São Paulo, una de las tantas regiones afectadas por este apagón masivo, durante una noche normal.

## Causas

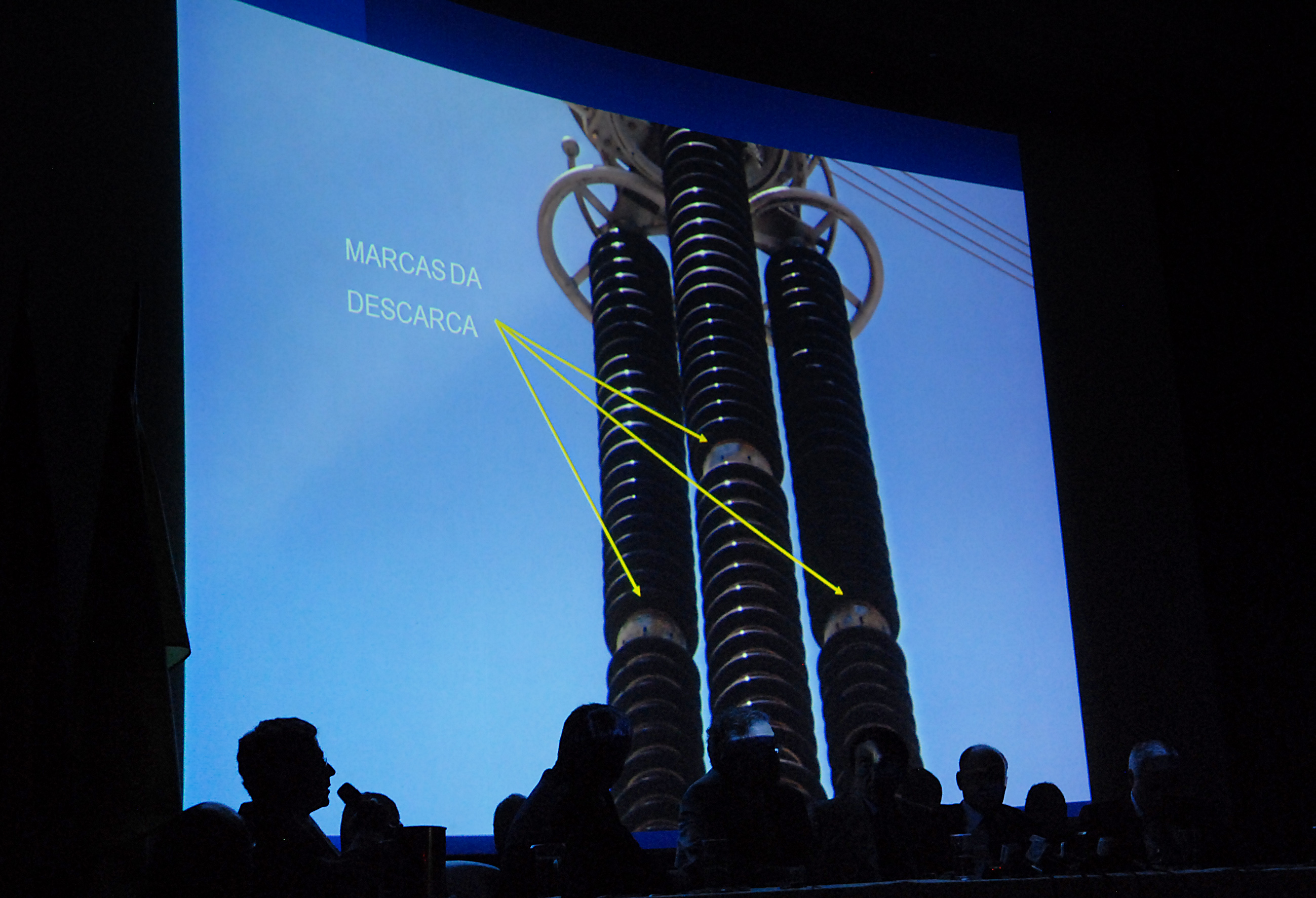
Edison Lobão, ministro de Minas y Energía durante una entrevista.

Durante la tarde del 11 de noviembre de 2009 tuvo lugar una reunión en la que participaron más de 40 personas, integrantes de órganos afiliados al Ministerio de Minas y Energía del Brasil, que concluyeron que descargas atmosféricas, vientos y lluvias muy intensos en la región de Itaberá, SP, donde se alojan varias líneas de conexión provenientes de Itaipú fueron afectadas por una concentración (simultánea) de esos fenómenos atmosféricos.

### Polémica

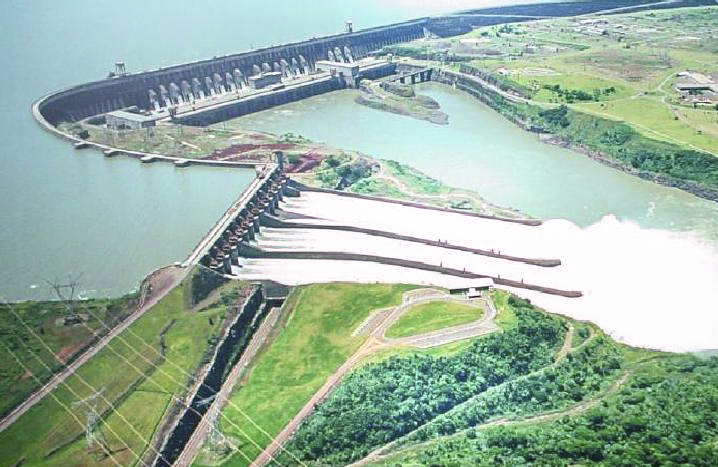
Vista de la represa de Itaipú.

Inicialmente se apuntada como responsable a la propia Represa Hidroeléctrica de Itaipú, pero rápidamente se demostró o llegó a la conclusión que no ocurrió ninguna falla en el sistema de generación de energía, sino que ésta ocurrió en el de transmisión, específicamente en las líneas de Furnas.
La Asociación Brasileña de las Grandes Empresas de Transmisión Eléctrica (Associação Brasileira das Grandes Empresas de Transmissão de Energía Elétrica, ABRATE) descartó las hipótesis que hablaban de las caída de las líneas de transmisión o la sobrecarga del sistema debido a la tempestad y a los rayos producidos durante la misma, ya que eso suele ocurrir rutinariamente sin mayores problemas.
La ABRATE mantuvo la explicación de que una falla inicial en un disyuntor o subestación habría desencadenado un efecto dominó que desconectó preventivamente otras líneas, sin definir exactamente cómo podría haber sucedido eso ni intentar dar más precisiones acerca de ello.
La ONS defiende que la desconexión de parte del Sistema Interconectado Nacional (Sistema Interligado Nacional, SIN) tuvo inicio debido a la avería o descompostura de tres líneas de 750 kilovoltios (kV) y, a partir de ello, del flujo de corriente continua de la red que lleva energía de la Usina Binacional de Itaipú al SIN en el sudeste y centro-oeste del país.
Algunos especialistas, como el profesor de eletrotécnica y energía de la Universidad de São Paulo (USP) Ildo Sauer, alega que es rarísimo que un conjunto de fenómenos climáticos (incluso los de esas características) puedan causar una avería de esa magnitud. Por el contrario, para Sauer lo más probable fue la falta de gestión (es decir, de mantenimiento adecuado) en el sistema de transmisión, “revelando que el actual gobierno no aprendió de los errores del pasado”..
Por su parte, la red televisiva estadounidense Columbia Broadcasting System (CBS) difundió la hipótesis de que este episodio en cuestión, así como apagones anteriores provocados en el Brasil entre los años 2005 y 2007, habrían sido provocados por ataques de hackers mal intencionados (o incluso crackers) contra el sistema de computadoras que controla la red eléctrica. El gobierno federal descartó completamente esta hipótesis, ya que no existen evidencias concretas de que hubiese ocurrido..

### Primeras investigaciones oficiales
El día 12 de noviembre, los ministros Edson Lobão y Dilma Rousseff, declararon a la prensa que el caso del apagón "está cerrado". No obstante el siguiente 13 de noviembre, el presidente Luíz Inácio Lula da Silva declaró que "es preciso tener un proceso de investigación".
Por su parte, el 16 de noviembre, el Ministerio de Energía y Minas del Brasil divulgó que un corto circuito fue la causa de la desconexión de tres líneas de transmisión, por lo que la represa de Itaipú fue desactivada momentáneamente por razones de seguridad (e incluso otras también lo fueron).

## Consecuencias

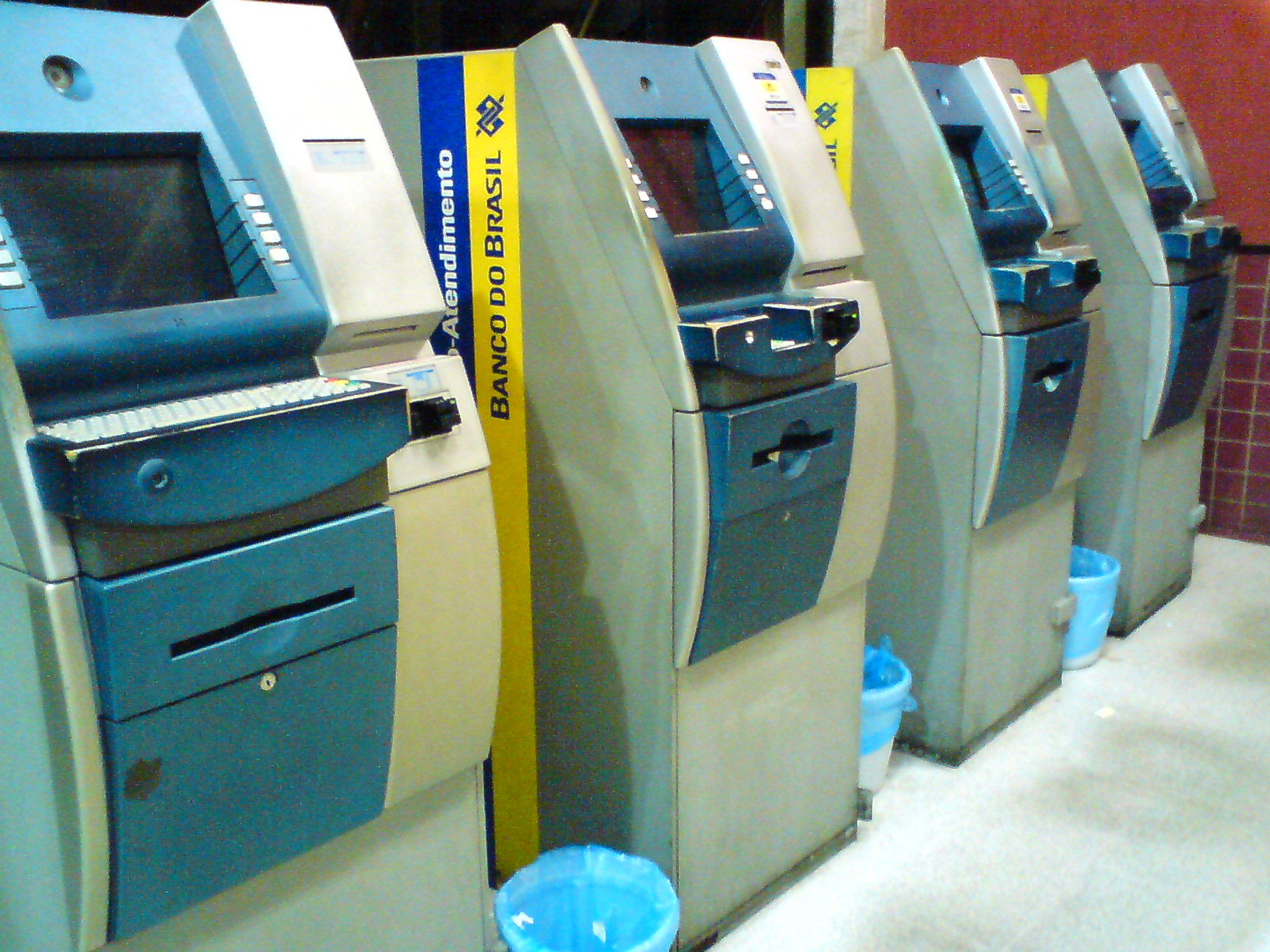
Varios cajeros automáticos presentaron problemas durante el día siguiente.

Los bancos tuvieron problemas en sus cajeros automáticos, así como la Caixa Econômica Federal quedó sin poder atender al público el día 11 de noviembre debido a este inesperado corte masivo en el suministro eléctrico. Por su parte, las loterías (conocidas como Lotéricas) también tuvieron problemas en su normal funcionamiento.

### Falta de agua

#### São Paulo
Debido al apagón, varios municipios de tres estados también quedaron sin abastecimiento de agua. La Companhia de Saneamento Básico do Estado de São Paulo (SABESP) informó que la falta de energía provocó la desconexión de todas las estaciones de tratamiento de la compañía alrededor de las 22:15 del día del apagón. En este caso, las regiones afectadas fueron la zona sur del estado de la ciudad de São Paulo, a zona norte, y el distrito de Consolação, en la región central del estado.
La empresa eléctrica SABESP afirmó que el suministro eléctrico sería normalizado para la mañana del jueves 12 de noviembre. Después de 36 horas, para las 12:30 de ese día, los barrios de Pirituba, Chácara Inglesa, Jardim Jaguará, Jardim São Paulo y Jardim Capela -los cuales se encontraban entre los más afectados- también permanecías sin agua.
Inicialmente, se vieron perjudicadas las aproximadamente 20 millones de personas que habitan en el Región Metropolitana de São Paulo (la Gran San Pablo o Grande São Paulo). En el litoral del estado, se detectaron problemas de falta de agua y de baja presión de la misma en diversos puntos de los municipios de Bertioga, Guarujá, Santos, São Vicente, Cubatão, Praia Grande, Mongaguá, Itanhaém y Peruíbe.

#### Río de Janeiro
En el área de Río, el apagón afectó el abastecimiento de agua de aproximadamente 1 millón de consumidores, debido a la desconexión de los sistemas (eléctricos de provisión o distribución de la misma, según informó la CEDAE (Companhia Estadual de Águas e Esgotos, “Compañía estatal de aguas y cloacas”)). Aquellos recién serían reconectados durante la madrugada siguiente. No obstante, para alrededor de las 16 horas, el abastecimiento se había normalizado para el 90% de los consumidores. Otro 5% de los habitantes debían ver el agua corriente restablecida para el día siguiente, mientras que el 5% restante, en un lapso de 48 horas. Las regiones más afectadas por este problema colateral eran la zona oeste de Río de Janeiro y la del municipio de Baixada Fluminense.

#### Espírito Santo
En el estado de Espírito Santo, la empresa CESAN (Companhia Espírito Santense de Saneamento), proveedora del estado, informó que la estación de tratamiento de Carapina sufrió daños en sus equipos. y permaneció fuera de operación por un espacio de tiempo de unas 12 horas, perjudicando el abastecimiento del municipio de Serra y en la región norte de la ciudad de Vitória, la capital del estado. También resultaron afectados dañados cuatro equipos de bombeo, lo que contribuyó a perjudicar el rápido restablecimiento del servicio.
En las regiones de Jesus Menino, Resistência, Gurigica y São José, todas en el área de la ciudad de Vitória, el suministro fue momentáneamente suspendido en los barrios de Vila Velha, Cariacica y Viana, para así permitir la ejecución de servicios de mantenimiento en la estación de tratamiento de Caçaroca.
En los locales más afectados, camiones cisterna estuvieron realizando abastecimiento de agua de emergencia. La prioridad correspondió a los hospitales y puestos de salud en general, así como a las escuelas y presidios..

### Regiones afectadas
- Sur
- Sudeste
- Centro-Oeste
- Norte
- Nordeste

#### Estados enteramente afectados

Mapa que muestra la totalidad de estados brasileños afectados por este apagón masivo.
Estados enteramente afectados.
Estados parcialmente afectados..

- Espírito Santo
- Mato Grosso del Sur
- Río de Janeiro
- São Paulo

#### Estados parcialmente afectados
- Acre
- Alagoas
- Bahía
- Goiás
- Mato Grosso
- Minas Gerais
- Paraná
- Pernambuco
- Paraíba
- Río Grande del Norte
- Río Grande del Sur
- Rondônia
- Santa Catarina
- Sergipe

### Trastornos en los estados afectados
Distrito Federal
La Companhia Energética de Brasília informó que ni la capital federal del país ni sus ciudades satélites (algunas de las cuales se extienden hacia el territorio del vecino estado de Goiás)
sufrieron por el apagón.
São Paulo
Según la Companhia Paulista de Trens Metropolitanos (CPTM), los trenes se detuvieron alrededor de las 10:30 de la noche del martes 10 de noviembre. Para la 1:30 de la madrugada del miércoles 11, 
volvieron a circular las líneas 10, 11 y 12. Por su parte, la número 7 lo hizo a partir de las 2:20 de la mañana, la 8 desde las 3:40 a. m., y la 9 a partir de las 3.55. Los trenes, entre ellos el metro de São Paulo, pudieron circular durante la madrugada siguiente..
Pernambuco
El apagón alcanzó a 36 municipios del nordestino estado de Pernambuco y dejó a un 30% del estado sin luz eléctrica. La compañía eléctrica local CELPE informó que el apagón duró unos 35 minutos, tiempo relativamente corto pero lo suficientemente largo como para que tres grandes hospitales públicos precisasen usar generadores autónomos o grupos electrógenos para no ver perjudicado su normal atención médica al público. En el hospital Getúlio Vargas, uno de los mayores de la capital estadual de Recife, las cirugías programadas tuvieron que ser postergadas hasta la madrugada siguiente, para cuando el suministro eléctrico pudo ser normalizado.
Por otro lado, el apagón también dejó fuera de servicio los semáforos de algunas avenidas de la capital pernambucana; no obstante, la Companhia de Trânsito e Transporte Urbano (CTTU) afortunadamente no registró accidentes automovilísticos..
Río de Janeiro
Tres escuelas y cinco guarderías infantiles municipales de las zonas norte y oeste de Río estuvieron fuera de funciones durante el miércoles siguiente, por causa de un problema el suministro de agua, dejando a 1.729 alumnos sin clases. De acuerdo con la Secretaria Municipal de Educación, esa falta de agua ha sido un reflejo del apagón que alcanzó y afectó a 18 estados y al Distrito Federal durante la noche del miércoles 11 de noviembre..

### Televisión
Naturalmente, el masivo apagón significó que varios millones de telespectadores brasileños se quedasen sin poder ver televisión.
La Rede Globo transmitió en vivo en su Plantão y en su noticiero Jornal do Globo mostró imágenes de las ciudades de São Paulo y de Río de Janeiro en directo desde su helicóptero Globocop. Asimismo, la Globo decidió volver a poner en el aire, el día 13 de noviembre, una entrevista realizada al futbolista Ronaldo, ya que éste no había podido ser vista en las ciudades afectadas..
Otros programas de la emisora perjudicados por el apagón, tales como Casseta & Planeta, Urgente!, Toma Lá, Dá Cá e Profissão Repórter no fueron repetidos, por lo que sólo es posible verlos en Internet, a través del repositorio de videos disponible en el sitio web de esa red televisiva.
Por su parte, la Rede Bandeirantes anticipó y prolongó su tradicional noticiero Jornal da Noite, conducido principalmente por el periodista Boris Casoy, informando sobre el apagón en los estados en los que no había habido problemas en el suministro de energía eléctrica.
Respecto del canal Sistema Brasileiro de Televisão SBT, el programa Vende-se um Véu de Noiva fue posteriormente repetido, así como Bela, a Feia, Poder Paralelo y Ídolos fueron reprogramados a través de la red Rede Record..